# Spilogona villosa
Spilogona villosa este o specie de muște din genul Spilogona, familia Muscidae. A fost descrisă pentru prima dată de Frederick Wollaston Hutton în anul 1902. Conform Catalogue of Life specia Spilogona villosa nu are subspecii cunoscute.